# Väike-Pahila
Koordinaten: 58° 33′ N, 22° 51′ O
Väike-Pahila (deutsch Klein-Pahil) ist ein Dorf (estnisch küla) auf der größten estnischen Insel Saaremaa. Es gehört zur Landgemeinde Saaremaa (bis 2017: Landgemeinde Orissaare) im Kreis Saare.
Das Dorf hat 29 Einwohner (Stand 31. Dezember 2011).